# Dichaetomyia flavibasis
Dichaetomyia flavibasis este o specie de muște din genul Dichaetomyia, familia Muscidae. A fost descrisă pentru prima dată de Stein în anul 1900. Conform Catalogue of Life specia Dichaetomyia flavibasis nu are subspecii cunoscute.